# Iglesia de San Giacomo della Penna
La iglesia de San Giacomo della Penna se encuentra en Faenza, en el borde de la plaza del mismo nombre en la que también se encuentra la iglesia de Sant'Antonio.

## Historia
De origen medieval (siglos XII - XIII), ha sido suprimido y transformado durante mucho tiempo, conservando parte de la portada románica original.